# Stefan Granowski
Stefan Granowski herbu Leliwa (ur. 1740, zm. 1822) – generał major wojsk koronnych.
Wychowanek Korpusu Kadetów. Po ukończeniu nauki w latach 1768 – 1774 był w Korpusie wicebrygadierem, równocześnie kapitan w 13 regimencie pieszym. Łącznie jako uczeń i wychowawca przebywał w Korpusie 11 lat. W l. 1774–1777 odbył studia wojskowe w Niemczech i Francji po czym w tym roku został majorem 13 regimentu pieszego koronnego. W 1783 r. awansował na podpułkownika. Dowodził 13 regimentem w wojnie polsko-rosyjskiej 1792 r. Odznaczył się w bitwie pod Zieleńcami i Dubienką, awansując 18 lipca 1792 r. na pułkownika. Wcielony do Dywizji Wołyńskiej pozostał w służbie za czasów Targowicy. Po wybuchu powstania kościuszkowskiego natychmiast zgłosił się do służby i podporządkował sobie Brygadę Petyhorską J. Kopcia, który z Podola przybył na Lubelszczyznę. 24 kwietnia 1794 z awansu T. Kościuszki – generał major. Walczył pod Szczekocinami, ranny.
Po powstaniu poza wojskiem.